# Zlo mezi námi
Zlo mezi námi (švédsky Ondskan)
je švédské filmové drama natočené podle knihy spisovatele Jana Guillou. Snímek pojednává o šikaně v rámci soukromé internátní školy ve Švédsku ze strany Studentské rady vůči zdejším začínajícím studentům, kteří mají proti nim nižší postavení.

## Děj
Hlavním hrdinou je 16letý Erik, který už odmalička vyrůstá se svou ovdovělou matkou a despotickým otčímem, který jeho a matku velmi často bije. Erikova matka je klasickým případem týrané ženy, která ztratila naději na lepší život a zcela se podřizuje svému muži. Otčím je velmi nemilosrdný a dává Erikovi výprask za každou maličkost, třeba i za to, že mu upadl během oběda nůž.
Kvůli špatnému rodinnému prostředí se stává z Erika rváč a má ve škole problémy s disciplínou. Při jednom incidentu, kdy zmlátí spolužáka do bezvědomí, je vyloučen. Jeho matka prodá část svého dědictví a zaplatí mu soukromou internátní školu. Mohlo by se zdát, že se Erik konečně dostane do lepšího prostředí, když bude na čas oddělený od domova a despotického otčíma. Bohužel i zde však panuje diktatura. Ve Stiansberské škole, která se právě stala Erikovým novým domovem, nemá nad studenty moc profesorský sbor, nýbrž Rada studentů v čele se staršími studenty. Ti mají právo udělovat tresty mladším, kteří se nemohou bránit, protože za napadení člena Rady studentů by byli vyloučeni. Erik se odmítá podřídit, a proto se stává jejich kořistí. Jelikož je Erik ale zvyklý na drsné zacházení, zdolává tyranii, což předsedu Rady, šlechtice Silverhielma, velmi popuzuje a vymýšlí nové způsoby, jak jej zlomit. Jednoho dne Erika napadnou, svážou, polijí vodou a nechají spoutaného uprostřed mrazu na palouku. Toho si všimne zdejší uklízečka, Finka Marie, a zachrání jej. Protože je proti pravidlům školního řádu, aby měli zaměstnanci vztah se studenty, je Marie propuštěna a Erik vyloučen.
Když se připravuje na odjezd ze školy, všimne si vizitky, kterou mu před příjezdem do Stiansbergu dal právník jeho zesnulého otce. Rozhodne se mu zavolat. Právník dorazí do školy a povede se mu donutit ředitele, aby zde Erika nechal dostudovat pod podmínkou, že školu nedá před soud za poškozování lidských práv. Poté si ještě stihne vyřídit účty se Silverhielmem. Erik dostuduje a vrací se domů. Doma se opět dostává do křížku s otčímem kvůli snížené známce z chování, proto se rozhodne s otčímem skoncovat jednou provždy a zbije jej. Otčím následně končí v nemocnici, kde nepřizná pravý původ věci, jelikož by se pak mohlo zjistit, co všechno dělal své ženě a nevlastnímu synovi.
Erik se stává svobodným mužem a začíná si konečně užívat života. Setkává se se svým nejlepším kamarádem ze školy, který ji musel kvůli krutosti Rady studentů opustit a nakonec se stal právníkem. S ním si popřeje hodně štěstí do budoucna a jde vstříc osudu. Erikův osud nám dále není znám. Zůstává otázkou, zda se pokusí kontaktovat Marii nebo nikoliv.

## Obsazení
| Andreas Wilson   | Erik        |
| Henrik Lundström | Pierre      |
| Gustaf Skarsgård | Silverhielm |
| Linda Zilliacus  | Maria       |